# ベッセルビーム

ベッセルビームの断面と振幅分布

ベッセルビームとは、回折現象によりビームが広がらない非回折ビームの一種である。

円錐レンズとそれから生じるベッセルビーム

ベッセルビームは障害物の後方で再形成される自己修復性を持つ

また、自己修復性を持つのも特徴の一つで、間に障害物があってもその後方に伝搬することが可能である。
これらの特徴は、光ピンセットなどの用途に望ましい性質である。
また、光のみならず、音波を利用した研究もおこなわれている。
実際には無限のエネルギーを必要とするため、完全なベッセルビームを作り出すことはできないが、これに近似された近似ベッセルビームが実用に供されている。
ベッセルビームはその非回折的伝搬を利用することで回折限界を超えた分解能を達成可能であり、エバネッセント波を使えば長距離かつ波長より低い超解像も可能である。
エバネッセント波を利用しなくても、1/2λ程度ならば達成可能で、この場合の到達距離は4λと非常に長い。
近似ベッセルビームを生成する方法としては、コリメートガウシアンビームと円錐レンズを用いた方法などがある。
近似ベッセルビームでも非回折による伝搬が起きるが、完全ではなく徐々に回折を起こしていく。
また、近似ベッセルビーム以外にも、長距離の伝搬、中心へのより高いエネルギー集中を可能にした長距離伝搬非回折ビーム(LRNB)も発見されているほか、エアリービーム、ウェーバービームなど非回折ビームはいくつか存在する。
さらには、近年、サイドローブ減少と高いエネルギー集中を実現するために、バイナリー構造の位相板を用いたベッセルビームの最適化が図られ、サイドローブのエネルギーを一部メインローブに移譲させた結果、理研は本来15.6%ほどあるサイドローブ比をわずか0.6%に抑えることに成功した。
ただ、サイドローブを減少させるほど、非回折伝搬距離は減少している。

## 理論
まず、進行方向に沿って強度が変化しない平面波の複素振幅を考えると、次のようになる。
{\displaystyle u({\boldsymbol {r}})=f(x,y)\exp(-i\beta z)}
これをヘルムホルツ方程式に代入すると、
{\displaystyle \left({\frac {\partial ^{2}}{\partial x^{2}}}+{\frac {\partial ^{2}}{\partial y^{2}}}\right)f+(k^{2}-\beta ^{2})f=0}
になる。極座標 (r,θ) で変数分離して解くと、以下の式が求まる。
{\displaystyle f(r,\theta )=A_{m}J_{m}(k_{t}r)\exp(im\theta )}
なお、
{\displaystyle J_{m}(k_{t}r)}:第一種ベッセル関数
{\displaystyle k_{t}^{2}=k^{2}-\beta ^{2}}
ここに、m=0を代入した複素振幅、すなわち
{\displaystyle u(r,z)=A_{0}J_{0}(k_{t}r)\exp(i\beta z)}
で表わされるモードをベッセルビームと呼ぶ。強度分布は、以下のようになる。
{\displaystyle I(r)=I_{0}[J_{0}(k_{t}r)^{2}]}
この式では、z の変化に伴って強度分布が変化していないので、通常のガウシアンビームのように伝搬するにつれてビームが広がることがない。